# Grand Prix-wegrace van Spanje 1989
De Grand Prix-wegrace van Spanje 1989 was de vierde race van het wereldkampioenschap wegrace voor motorfietsen in het seizoen 1989. De races werden verreden op 30 april 1989 in Jerez de la Frontera. In Jarama reden alleen de soloklassen: 80-, 125,- 250- en 500 cc. Voor de 80cc-klasse was dit de openingsrace van het seizoen.

## Algemeen
Het aantal toeschouwers was vergeleken met 1988 enorm toegenomen omdat de Spanjaarden naast de Derbi-coryfeeën in de 80cc-klasse nu ook konden hopen op goede prestaties van regerend wereldkampioen Sito Pons, Juan Garriga en Carlos Cardús in de 250cc-klasse. In de 500cc-klasse waren Wayne Gardner, Bubba Shobert en Kevin Magee voorlopig door blessures uitgeschakeld.

## 500cc-klasse

### De training
In de trainingen barstte de strijd tussen Wayne Rainey en Kevin Schwantz al los. Rainey was 0,2 seconde sneller, maar Schwantz verklaarde al meteen dat zijn machine nog wat kleine aanpassingen nodig had. Freddie Spencer, die de Amerikaanse Grand Prix door een middenoorontsteking had gemist, kreeg daar nogal wat kritiek op, maar reed een acceptabele zesde trainingstijd. Cagiva had testrijder Massimo Broccoli weer afgevaardigd. Hij reed de zestiende tijd, mogelijk met de juist ontwikkelde Magneti Marelli-brandstofinjectie. 

#### Trainingstijden
| Pos | Coureur             | Merk                               | Tijd    |
| --- | ------------------- | ---------------------------------- | ------- |
| 1.  | Wayne Rainey        | Roberts-Lucky Strike-Yamaha        | 1"48'64 |
| 2.  | Kevin Schwantz      | Pepsi-Suzuki                       | 1"48'84 |
| 3.  | Niall Mackenzie     | Agostini-Marlboro-Yamaha           | 1"48'87 |
| 4.  | Eddie Lawson        | Kanemoto Racing-Rothmans-HRC-Honda | 1"49'04 |
| 5.  | Christian Sarron    | Gauloises-Sonauto-Yamaha           | 1"49'22 |
| 6.  | Freddie Spencer     | Agostini-Marlboro-Yamaha           | 1"49'86 |
| 7.  | Tadahiko Taira      | Tech 21-Yamaha                     | 1"50'09 |
| 8.  | Pierfrancesco Chili | Gallina-HB-HRC-Honda               | 1"50'12 |
| 9.  | Randy Mamola        | Cagiva Corse                       | 1"50'84 |
| 10. | Ron Haslam          | Pepsi-Suzuki                       | 1"50'95 |

### De race

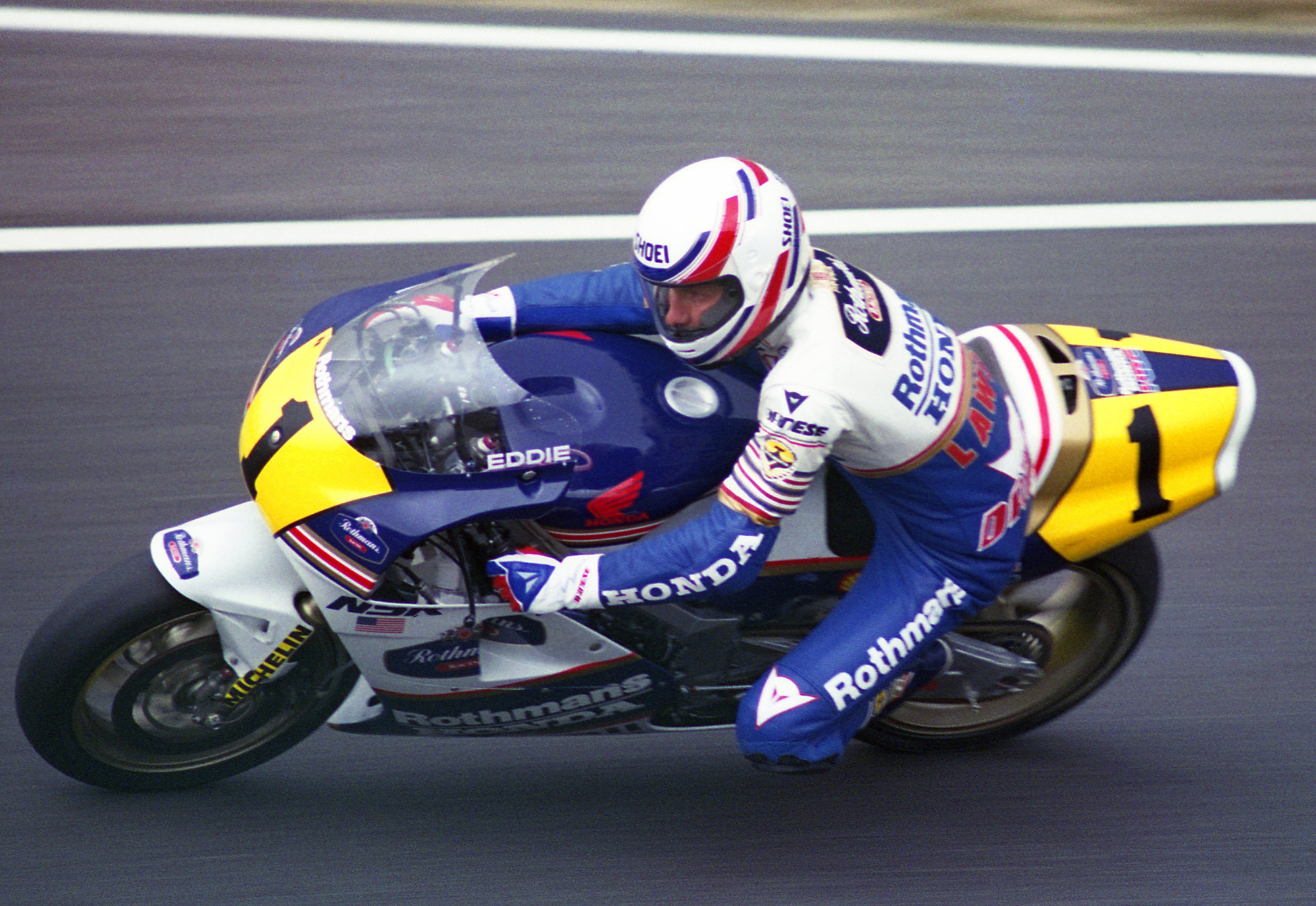
Eddie Lawson

Wayne Rainey vertrok als snelste, maar na drie ronden zat Kevin Schwantz al aan zijn achterwiel en in de vijfde ronde nam Schwantz de leiding over. Schwantz bouwde al snel een flinke voorsprong op, terwijl Rainey werd aangevallen door Eddie Lawson. Na veertien ronden had Schwantz al een comfortabele voorsprong van vijf seconden. Dat kreeg hij door via zijn pitbord, maar daardoor verslapte (volgens zijn eigen verklaring) zijn concentratie en in de vijfentwintigste ronde viel hij door een wegglijdend voorwiel. Daardoor behaalde Eddie Lawson zijn eerste overwinning voor Honda, met een ruime voorsprong op Wayne Rainey en Niall Mackenzie. Freddie Spencer werd vijfde, zijn hoogste klassering sinds 11 augustus 1985 (overwinning in de GP van Zweden). 

#### Uitslag 500cc-klasse
| Pos | Coureur             | Merk                               | Ronden | Tijd      | Grid | Punten |
| --- | ------------------- | ---------------------------------- | ------ | --------- | ---- | ------ |
| 1   | Eddie Lawson        | Kanemoto Racing-Rothmans-HRC-Honda | 30     | 55"11'26  | 4    | 20     |
| 2   | Wayne Rainey        | Roberts-Lucky Strike-Yamaha        | 30     | +10'17    | 1    | 17     |
| 3   | Niall Mackenzie     | Agostini-Marlboro-Yamaha           | 30     | +17'48    | 3    | 15     |
| 4   | Christian Sarron    | Gauloises-Sonauto-Yamaha           | 30     | +38'39    | 5    | 13     |
| 5   | Freddie Spencer     | Agostini-Marlboro-Yamaha           | 30     | +51'00    | 6    | 11     |
| 6   | Pierfrancesco Chili | Gallina-HB-HRC-Honda               | 30     | +1"19'94  | 8    | 10     |
| 7   | Ron Haslam          | Pepsi-Suzuki                       | 30     | +1"29'45  | 10   | 9      |
| 8   | Tadahiko Taira      | Tech 21-Yamaha                     | 30     | +1"43'44  | 7    | 8      |
| 9   | Dominique Sarron    | ELF-ROC-HRC-Honda                  | 30     | +1"46'87  | 12   | 7      |
| 10  | Alessandro Valesi   | Iberna-Yamaha                      | 30     | +1"53'86  | 13   | 6      |
| 11  | Massimo Broccoli    | Cagiva Corse                       | 29     | +1 ronde  | 16   | 5      |
| 12  | Marco Gentile       | Fior-Marlboro-Yamaha               | 29     | +1 ronde  | 14   | 4      |
| 13  | Simon Buckmaster    | Team Katayama-Honda                | 29     | +1 ronde  | 15   | 3      |
| 14  | Juan López Mella    | Xunta-Honda                        | 28     | +2 ronden | 17   | 2      |
| 15  | Eddie Laycock       | Millar-Honda                       | 28     | +2 ronden | 21   | 1      |
| 16  | Bruno Kneubühler    | Römer-Honda                        | 28     | +2 ronden | 18   |        |
| 17  | Claude Albert       | Suzuki                             | 28     | +2 ronden | 24   |        |
| 18  | Josef Doppler       | Honda                              | 28     | +2 ronden | 25   |        |
| 19  | Steve Williams      | Honda                              | 28     | +2 ronden | 22   |        |
| 20  | Michael Rudroff     | Rallye Sport-Honda                 | 28     | +2 ronden | 23   |        |
| 21  | Ian Pratt           | Honda                              | 28     | +2 ronden | 27   |        |
| 22  | Fabian Pilloud      | Honda                              | 26     | +4 ronden | 29   |        |

| Coureur                      | Merk                     | Ronden | Oorzaak    | Grid |
| ---------------------------- | ------------------------ | ------ | ---------- | ---- |
| Kevin Schwantz               | Pepsi-Suzuki             | 24     | Val        | 2    |
| Randy Mamola                 | Cagiva Corse             | 17     | Ontsteking | 9    |
| Andreas Leuthe               | Librenti-Suzuki          | 12     |            | 26   |
| Marco Papa                   | Greco-Paton              | 8      |            | 19   |
| Fernando González De Nicolás | Club Cross Pozuelo-Honda | 3      |            | 28   |
| Michael Doohan               | Rothmans-HRC-Honda       | 3      | Val        | 11   |
| Niggi Schmassmann            | Technotron-Honda         | 1      |            | 20   |

| Coureur        | Merk   |
| -------------- | ------ |
| Larry Vacondio | Suzuki |

| Coureur           | Merk                        | Oorzaak  |
| ----------------- | --------------------------- | -------- |
| Shinichi Ito      | Seed-HRC-Honda              | [ 1 ]    |
| Shunji Yatsushiro | Pentax-HRC-Honda            | [ 1 ]    |
| Kunio Machii      | Nescafé-Yamaha              | [ 1 ]    |
| Jose Morillas     | Honda                       |          |
| Bubba Shobert     | Cabin-HRC-Honda USA         | Gewond   |
| Alois Meyer       | Rallye Sport-Honda          |          |
| Romolo Balbi      | Honda                       |          |
| Michael Dowson    | Yamaha                      |          |
| Fabio Biliotti    | Team Katayama-Honda         |          |
| John Kocinski     | Roberts-Yamaha              | [ 3 ]    |
| Ernst Gschwender  | Suzuki Deutschland          |          |
| Thierry Crine     | Konica Minolta-Suzuki       | [ 4 ]    |
| Cees Doorakkers   | Honda                       |          |
| Wayne Gardner     | Rothmans-HRC-Honda          | Blessure |
| Roger Burnett     | Rothmans-HRC-Honda          | [ 6 ]    |
| Norihiko Fujiwara | Tech 21-Yamaha              | [ 7 ]    |
| Kevin Magee       | Roberts-Lucky Strike-Yamaha | Blessure |

### Top tien tussenstand 500cc-klasse
| Pos | Coureur             | Merk                               | Ptn |
| --- | ------------------- | ---------------------------------- | --- |
| 1   | Wayne Rainey        | Roberts-Lucky Strike-Yamaha        | 71  |
| 2   | Eddie Lawson        | Kanemoto Racing-Rothmans-HRC-Honda | 61  |
| 3   | Christian Sarron    | Gauloises-Sonauto-Yamaha           | 47  |
| 4   | Kevin Magee         | Roberts-Lucky Strike-Yamaha        | 37  |
| 4   | Kevin Schwantz      | Pepsi-Suzuki                       | 37  |
| 6   | Niall Mackenzie     | Agostini-Marlboro-Yamaha           | 36  |
| 7   | Wayne Gardner       | Rothmans-HRC-Honda                 | 33  |
| 8   | Tadahiko Taira      | Tech 21-Yamaha                     | 26  |
| 9   | Ron Haslam          | Pepsi-Suzuki                       | 22  |
| 10  | Pierfrancesco Chili | Gallina-HB-HRC-Honda               | 19  |
| 10  | Dominique Sarron    | ELF-ROC-HRC-Honda                  | 19  |

## 250cc-klasse

### De training
De fabrieks-Yamaha's waren sterk tijdens de trainingen in Jerez. Zelfs de koortsige Juan Garriga wist zich voor de Honda's van Jacques Cornu en Sito Pons te positioneren. Pons was zelfs een seconde langzamer dan Luca Cadalora.

#### Trainingstijden
| Pos | Coureur              | Merk                        | Tijd    |
| --- | -------------------- | --------------------------- | ------- |
| 1.  | Luca Cadalora        | Agostini-Marlboro-Yamaha    | 1"50'52 |
| 2.  | Juan Garriga         | Nieto-Ducados-Repsol-Yamaha | 1"50'62 |
| 3.  | Jean-Philippe Ruggia | Gauloises-Sonauto-Yamaha    | 1"51'15 |
| 4.  | Jacques Cornu        | Lucky Strike-ELF-HRC-Honda  | 1"51'35 |
| 5.  | Loris Reggiani       | HB-HRC-Honda                | 1"51'15 |
| 6.  | Sito Pons            | Campsa-JJ Cobas-HRC-Honda   | 1"51'51 |
| 7.  | Carlos Cardús        | Repsol-HRC-Honda España     | 1"51'59 |
| 8.  | Martin Wimmer        | Hein Gericke-Aprilia-Rotax  | 1"51'70 |
| 9.  | Reinhold Roth        | HB-Römer-HRC-Honda          | 1"51'79 |
| 10. | Didier de Radiguès   | Aprilia-Rotax               | 1"51'95 |

### De race
Juan Garriga had ondanks koortsaanvallen en een polsblessure de eerste startrij bereikt, maar na de opwarmronde sloeg zijn Yamaha af en vormde hij een obstakel voor de rest van het veld. Na de eerste ronde leidde Jean-Philippe Ruggia voor Sito Pons, Carlos Cardús, Luca Cadalora, Jacques Cornu, Loris Reggiani en Wilco Zeelenberg. Zeelenberg kon met zijn productie-Honda RS 250 de fabrieksracers niet volgen en werd gepasseerd door Martin Wimmer, Reinhold Roth, Masahiro Shimizu, Gary Cowan en Juan Garriga, wiens Yamaha was aangeduwd en die als laatste was vertrokken. In de derde ronde nam Sito Pons de leiding, maar zowel hij als Ruggia werden gepasseerd door Cadalora. Garriga, die ook nog het grootste deel van de race zonder koppeling had gereden, werd vierde.
| Pos | Coureur                   | Merk                            | Tijd     | Punten |
| --- | ------------------------- | ------------------------------- | -------- | ------ |
| 1   | Luca Cadalora             | Agostini-Marlboro-Yamaha        | 46"46'30 | 20     |
| 2   | Sito Pons                 | Campsa-JJ Cobas-HRC-Honda       | +2'09    | 17     |
| 3   | Jean-Philippe Ruggia      | Gauloises-Sonauto-Yamaha        | +11'03   | 15     |
| 4   | Juan Garriga              | Nieto-Ducados-Repsol-Yamaha     | +13'87   | 13     |
| 5   | Carlos Cardús             | Repsol-HRC-Honda España         | +16'10   | 11     |
| 6   | Reinhold Roth             | HB-Römer-HRC-Honda              | +42'76   | 10     |
| 7   | Masahiro Shimizu          | Ajinomoto-HRC-Honda             | +50'09   | 9      |
| 8   | Martin Wimmer             | Hein Gericke-Aprilia-Rotax      | +55'65   | 8      |
| 9   | Gary Cowan                | Docshop-Yamaha                  | +1"03'61 | 7      |
| 10  | Wilco Zeelenberg          | Samson-Sharp-Honda              | +1"09'47 | 6      |
| 11  | Iván Palazzese            | Aprilia-Rotax                   | +1"13'26 | 5      |
| 12  | Daniel Amatriaín          | Team Katayama-Ducados-HRC-Honda | +1"16'50 | 4      |
| 13  | Jochen Schmid             | Honda                           | +1"16'76 | 3      |
| 14  | Alberto Rota              | FMI-Aprilia-Rotax               | +1"18'05 | 2      |
| 15  | Stefano Caracchi          | Honda                           | +1"19'04 | 1      |
| 16  | Harald Eckl               | FMI-Aprilia-Rotax               | +1"25'46 |        |
| 17  | Andreas Preining          | Aprilia-Rotax                   | +1"26'66 |        |
| 18  | Adrien Morillas           | Yamaha                          | +1"41'45 |        |
| 19  | Kevin Mitchell            | Yamaha                          | +1"41'71 |        |
| 20  | Javier Cardelús           | JJ Cobas-Rotax                  | +1"51'55 |        |
| 21  | Patrick van den Goorbergh | Docshop-Yamaha                  | +1 ronde |        |
| 22  | Bernard Haenggeli         | Yamaha                          | +1 ronde |        |

| Coureur            | Merk                       | Oorzaak |
| ------------------ | -------------------------- | ------- |
| Alain Bronec       | Aprilia-Rotax              |         |
| Renzo Colleoni     | Aprilia-Rotax              |         |
| Fausto Ricci       | FMI-Aprilia-Rotax          |         |
| Jean Foray         | Yamaha                     | Val     |
| Bruno Bonhuil      | Yamaha                     |         |
| Luis Carlos Maurel | Yamaha                     |         |
| August Auinger     | Project Consult-Yamaha     |         |
| Loris Reggiani     | HB-HRC-Honda               |         |
| Jacques Cornu      | Lucky Strike-ELF-HRC-Honda | Val     |
| Alberto Puig       | Nieto-Ducados-Yamaha       | Val     |
| Helmut Bradl       | HB-Römer-HRC-Honda         | Val     |
| Didier de Radiguès | Aprilia-Rotax              |         |
| Paolo Casoli       | Pileri-AGV-Honda           |         |
| Fabio Barchitta    | Rudy Project-Aprilia-Rotax | Val     |

| Coureur           | Merk                        |
| ----------------- | --------------------------- |
| Bernard Schick    | Yamaha                      |
| Urs Jücker        | Yamaha                      |
| Frédéric Protat   | Aprilia-Rotax               |
| Alex Barros       | McDonald's-Venemotos-Yamaha |
| Luis Lavado       | Yamaha                      |
| Andrew Leisner    | Honda                       |
| Engelbert Neumair | Aprilia-Rotax               |
| Virginio Ferrari  | Gazzaniga-Rotax             |
| Manuel Martin     | Yamaha                      |
| Anselmo Lasaosa   | Yamaha                      |
| Antonio Torraba   | JJ Cobas-Rotax              |

| Coureur            | Merk            | Oorzaak |
| ------------------ | --------------- | ------- |
| Toshihiko Honma    | Yamaha          | [ 8 ]   |
| Carlos Lavado      | Geen machine    | [ 9 ]   |
| Marcellino Lucchi  | Aprilia-Rotax   |         |
| Tadayuki Okada     | Cabin-HRC-Honda | [ 1 ]   |
| Toshinobu Shiomori | Yamaha          | [ 1 ]   |
| John Kocinski      | Roberts-Yamaha  |         |
| Daryl Beattie      | Honda           |         |
| Maurizio Vitali    | Honda           |         |
| Junya Arai         | Honda           | [ 1 ]   |
| Jim Filice         | HRC-Honda       | [ 10 ]  |

### Top tien tussenstand 250cc-klasse
| Pos | Coureur              | Merk                        | Ptn |
| --- | -------------------- | --------------------------- | --- |
| 1   | Sito Pons            | Campsa-JJ Cobas-HRC-Honda   | 67  |
| 2   | Luca Cadalora        | Agostini-Marlboro-Yamaha    | 65  |
| 3   | Jean-Philippe Ruggia | Gauloises-Sonauto-Yamaha    | 52  |
| 4   | John Kocinski        | Roberts-Yamaha              | 40  |
| 5   | Carlos Cardús        | Repsol-HRC-Honda España     | 39  |
| 6   | Juan Garriga         | Nieto-Ducados-Repsol-Yamaha | 32  |
| 7   | Reinhold Roth        | HB-Römer-HRC-Honda          | 29  |
| 8   | Jacques Cornu        | Lucky Strike-ELF-HRC-Honda  | 27  |
| 9   | Jim Filice           | HRC-Honda                   | 22  |
| 10  | Masahiro Shimizu     | Ajinomoto-HRC-Honda         | 20  |

## 125cc-klasse

### De training
Na zijn overwinning in de Grand Prix van Australië wilde Àlex Crivillé ook voor eigen publiek schitteren. Dat lukte hem in eerste instantie al door de poleposition te veroveren, voor Hans Spaan en Ezio Gianola. Allan Scott deed het met zijn privé-Honda weer goed door de vijfde tijd te rijden. Er namen niet minder dan 66 rijders deel aan de trainingen.

#### Trainingstijden
| Pos | Coureur           | Merk                      | Tijd    |
| --- | ----------------- | ------------------------- | ------- |
| 1.  | Àlex Crivillé     | Marlboro-JJ Cobas-Rotax   | 1"56'33 |
| 2.  | Hans Spaan        | Samson-Sharp-Honda        | 1"56'87 |
| 3.  | Ezio Gianola      | Pileri-AGV-Honda          | 1"57'68 |
| 4.  | Jorge Martínez    | Nieto-Ducados-Cepsa-Derbi | 1"57'93 |
| 5.  | Allan Scott       | Honda                     | 1"58'71 |
| 6.  | Herri Torrontegui | Honda                     | 1"58'84 |
| 7.  | Rafael Roses      | Metrakit-JJ Cobas-Rotax   | 1"59'16 |
| 8.  | Luis Miguel Reyes | Marlboro-Honda            | 1"59'10 |
| 9.  | Koji Takada       | Fukuda-Honda              | 1"59'47 |
| 10. | Manuel Hernández  | Honda                     | 1"59'29 |

### De race
Heel even bestond de kopgroep uit vier man: Àlex Crivillé, Ezio Gianola, Allan Scott en Jorge Martínez. Crivillé nam echter al snel afstand, bouwde een voorsprong op van 20 seconden, liet die daarna weer teruglopen tot 6 seconden en won onbedreigd. De strijd zat achter hem. Nadat Gianola even problemen kreeg door vastzittende gasschuiven en Scott begon terug te vallen, viel de slecht gestarte Hans Spaan Martínez aan. Dat werd een interessante strijd om de tweede plaats tot Spaan door een gebroken schakelstang de pit in moest. Martínez reed nu eenzaam op de tweede plaats, maar om de derde plaats werd nog gevochten door Gianola en Koji Takada, die deze strijd in de laatste ronde in zijn voordeel beslechtte. 
| Pos | Coureur            | Merk                      | Tijd     | Punten |
| --- | ------------------ | ------------------------- | -------- | ------ |
| 1   | Àlex Crivillé      | Marlboro-JJ Cobas-Rotax   | 43"39'38 | 20     |
| 2   | Jorge Martínez     | Nieto-Ducados-Cepsa-Derbi | +6'30    | 17     |
| 3   | Koji Takada        | Fukuda-Honda              | +9'17    | 15     |
| 4   | Ezio Gianola       | Pileri-AGV-Honda          | +24'34   | 13     |
| 5   | Fausto Gresini     | Aprilia-Rotax             | +29'81   | 11     |
| 6   | Allan Scott        | Honda                     | +34'39   | 10     |
| 7   | Julián Miralles    | Nieto-Ducados-Cepsa-Derbi | +34'83   | 9      |
| 8   | Hisashi Unemoto    | Fukuda-Honda              | +35'01   | 8      |
| 9   | Herri Torrontegui  | Honda                     | +36'23   | 7      |
| 10  | Luis Miguel Reyes  | Marlboro-Honda            | +42'58   | 6      |
| 11  | Stefan Prein       | Honda                     | +57'20   | 5      |
| 12  | Adi Stadler        | Honda                     | +57'56   | 4      |
| 13  | Robin Milton       | Honda                     | +57'74   | 3      |
| 14  | Lucio Pietroniro   | Honda                     | +59'44   | 2      |
| 15  | Taru Rinne         | Servisco-Honda            | +1"05'19 | 1      |
| 16  | Robin Appleyard    | Honda                     | +1"07'80 |        |
| 17  | Antonio Oliveros   | Honda                     | +1"08'02 |        |
| 18  | Ricardo Jove       | JJ Cobas-Rotax            | +1"14'00 |        |
| 19  | Johnny Wickström   | Honda                     | +1"25'10 |        |
| 20  | Jean-Claude Selini | Honda                     | +1"30'07 |        |
| 21  | Luis d'Antín       | Honda                     | +1"30'25 |        |
| 22  | Reinhard Strack    | Honda                     | +1"45'44 |        |
| 23  | Gastone Grassetti  | Aprilia-Rotax             | +1"53'46 |        |
| 24  | Mike Leitner       | Honda                     | +1"59'19 |        |

| Coureur           | Merk                    | Oorzaak         |
| ----------------- | ----------------------- | --------------- |
| Flemming Kistrup  | Honda                   |                 |
| Hans Spaan        | Samson-Sharp-Honda      | Versnellingsbak |
| Heinz Lüthi       | Honda                   |                 |
| Othmar Schuler    | Honda                   |                 |
| Antonio Sánchez   | Honda                   |                 |
| Doriano Romboni   | Honda                   |                 |
| Thierry Feuz      | Honda                   |                 |
| Manuel Hernández  | Honda                   |                 |
| Rafael Roses      | Metrakit-JJ Cobas-Rotax |                 |
| Bruno Casanova    | FMI-Aprilia-Rotax       |                 |
| Stefan Dörflinger | Marlboro-Aprilia-Rotax  |                 |
| Bady Hassaine     | Honda                   |                 |

| Coureur      | Merk           |
| ------------ | -------------- |
| Javier Debón | JJ Cobas-Rotax |

| Coureur            | Merk            |
| ------------------ | --------------- |
| Alfred Waibel      | Honda           |
| Corrado Catalano   | Gazzaniga-Rotax |
| Hubert Abold       | Rotax           |
| Javier Arumi       | Honda           |
| Hervé Duffard      | Honda           |
| Manfred Thurmayer  | Honda           |
| René Dünki         | LCR             |
| Serge Julin        | Honda           |
| Bogdan Nikolov     | Honda           |
| Marc Grau          | Arbizu-Casal    |
| Joan Esteve        | Honda           |
| Alex Bedford       | 7Up-EMC-Rotax   |
| Ralf Waldmann      | Rotax           |
| Antonio Bono       | JJ Cobas-Rotax  |
| Andrés Sánchez     | JJ Cobas-Rotax  |
| Jörg Seel          | Seel            |
| Jos van Dongen     | Casal           |
| José Miralles      | Honda           |
| Trevor Manley      | Honda           |
| Pier Paolo Bianchi | Seel            |
| Bert Smit          | Honda           |
| Vicente Rocher     | Honda           |
| Paul Bordes        | Honda           |
| Alain Guilhat      | Honda           |
| Manuel Gamez       | Honda           |
| Carlos Romero      | Honda           |
| José Fombuena      | Rotax           |
| Gabriele Gnani     | Gnani           |
| Stuart Edwards     | Honda           |
| Juan Muňoz         | Rotax           |

| Coureur             | Merk          | Oorzaak |
| ------------------- | ------------- | ------- |
| Masayuki Hirose     | Honda         | [ 1 ]   |
| Kenishi Yoshida     | Honda         | [ 1 ]   |
| Domenico Brigaglia  | Garelli       |         |
| Dirk Raudies        | Honda         |         |
| Lucio Pietroniro    | Honda         |         |
| Masato Shima        | Honda         | [ 1 ]   |
| Yukata Fujiwara     | Honda         | [ 1 ]   |
| Kazuaki Yamashita   | Honda         | [ 1 ]   |
| Hubert Abold        | Honda         |         |
| Shin'ichi Fujiyama  | Honda         | [ 1 ]   |
| Kasuya Yamada       | Honda         | [ 11 ]  |
| Jean-Pierre Jeandat | Honda         |         |
| Stuart Edwards      | Honda         |         |
| Gabriele Debbia     | Aprilia-Rotax |         |
| Josef Fischer       | Honda         |         |

### Top tien tussenstand 125cc-klasse
| Pos | Coureur         | Merk                       | Ptn |
| --- | --------------- | -------------------------- | --- |
| 1   | Ezio Gianola    | Pileri-AGV-Honda           | 44  |
| 2   | Àlex Crivillé   | Marlboro-JJ Cobas-Rotax    | 40  |
| 3   | Koji Takada     | Fukuda-Honda               | 30  |
| 4   | Allan Scott     | Honda                      | 28  |
| 5   | Hisashi Unemoto | Fukuda-Honda               | 25  |
| 5   | Fausto Gresini  | FMI-Marlboro-Aprilia-Rotax | 25  |
| 7   | Robin Milton    | Honda                      | 24  |
| 8   | Julián Miralles | Nieto-Ducados-Cepsa-Derbi  | 19  |
| 9   | Stefan Prein    | Honda                      | 18  |
| 10  | Jorge Martínez  | Nieto-Ducados-Cepsa-Derbi  | 17  |

## 80cc-klasse

### De training
Al in de training zat Herri Torrontegui er met zijn productie-Krauser er goed bij met de derde plaats achter de fabrieks-Krauser van Stefan Dörflinger en de fabrieks-Derbi van Jorge Martínez. Ook Jaime Mariano stond er met de vierde startplaats goed bij met de door Theo Timmer getunede Casal. 

#### Trainingstijden
| Pos | Coureur           | Merk                       | Tijd    |
| --- | ----------------- | -------------------------- | ------- |
| 1.  | Stefan Dörflinger | Marlboro-LCR-Krauser       | 2"00'64 |
| 2.  | Jorge Martínez    | Nieto-Ducados-Cepsa-Derbi  | 2"01'81 |
| 3.  | Herri Torrontegui | Servitrans-Repsol-Krauser  | 2"03'65 |
| 4.  | Jaime Mariano     | Banca March-Timspeed-Casal | 2"05'38 |
| 5.  | Bogdan Nikolov    | Krauser                    | 2"05'48 |
| 6.  | Peter Öttl        | Atomic-Krauser             | 2"05'50 |
| 7.  | Manuel Herreros   | Nieto-Ducados-Cepsa-Derbi  | 2"05'54 |
| 8.  | Luis Alvaro       | Krauser                    | 2"05'80 |
| 9.  | Antonio Sánchez   | JJ Cobas-Rotax             | 2"06'19 |
| 10. | José Saez         | Krauser                    | 2"06'24 |

### De race
Jorge Martínez nam meteen na de start de leiding, gevolg door Stefan Dörflinger en Herri Torrontegui. In de vierde ronde nam Dörflinger de leiding over. Martínez had toen al problemen door een gescheurde uitlaat, waardoor hij uiteindelijk ook opgaf. Torrentegui gaf ook Dörflinger het nakijken, die zich tevreden stelde met de tweede plaats omdat hij zo toch 17 punten meer had dan Martínez. Manuel Herreros moest de derde plaats opgeven door carburatieproblemen en werd slechts vijfde, achter Peter Öttl en Bogdan Nikolov. 
| Pos | Coureur            | Merk                       | Tijd      | Punten |
| --- | ------------------ | -------------------------- | --------- | ------ |
| 1   | Herri Torrontegui  | Servitrans-Repsol-Krauser  | 37"12'51  | 20     |
| 2   | Stefan Dörflinger  | Marlboro-LCR-Krauser       | +2'85     | 17     |
| 3   | Peter Öttl         | Atomic-Krauser             | +35'98    | 15     |
| 4   | Bogdan Nikolov     | Krauser                    | +37'89    | 13     |
| 5   | Manuel Herreros    | Nieto-Ducados-Cepsa-Derbi  | +40'56    | 11     |
| 6   | José Saez          | Krauser                    | +40'97    | 10     |
| 7   | Antonio Sánchez    | JJ Cobas-Rotax             | +41'71    | 9      |
| 8   | Ralf Waldmann      | Seel                       | +55'95    | 8      |
| 9   | Jaime Mariano      | Banca March-Timspeed-Casal | +58'24    | 7      |
| 10  | Gabriele Gnani     | Gnani                      | +1"20'73  | 6      |
| 11  | Paolo Priori       | Krauser                    | +1"22'04  | 5      |
| 12  | Hans Koopman       | Ziegler                    | +1"26'53  | 4      |
| 13  | René Dünki         | LCR-Krauser                | +1"34'45  | 3      |
| 14  | Jörg Seel          | Seel                       | +1"40'10  | 2      |
| 15  | Bert Smit          | Krauser                    | +1"53'45  | 1      |
| 16  | Reiner Koster      | Kroko                      | +1 ronde  |        |
| 17  | Stefan Brägger     | Casal                      | +1 ronde  |        |
| 18  | Paul Bordes        | RB                         | +1 ronde  |        |
| 19  | Joaquin Gali       | Krauser                    | +1 ronde  |        |
| 20  | Reiner Scheidhauer | Seel                       | +1 ronde  |        |
| 21  | Matthias Ehinger   | BMC                        | +1 ronde  |        |
| 22  | Thomas Engl        | Krauser                    | +1 ronde  |        |
| 23  | Alojz Pavlič       | Seel                       | +1 ronde  |        |
| 24  | Undine Kummer      | Krauser                    | +1 ronde  |        |
| 25  | Alberto Fernandez  | Minarelli                  | +2 ronden |        |

| Coureur            | Merk                      | Oorzaak |
| ------------------ | ------------------------- | ------- |
| Luis Alvaro        | Krauser                   |         |
| Joaquin Machado    | Krauser                   |         |
| Günter Schirnhofer | Krauser                   |         |
| Vicente Rocher     | Casal                     |         |
| Jos van Dongen     | Casal                     | Val     |
| Jorge Martínez     | Nieto-Ducados-Cepsa-Derbi | Uitlaat |
| Heinz Paschen      | Casal                     |         |
| Jacques Bernard    | Fantic                    |         |
| Janez Pintar       | Eberhardt                 |         |
| Joaquin Alós       | Arbizu-Casal              |         |
| Javier Arumi       | Krauser                   |         |

| Coureur        | Merk | Oorzaak  |
| -------------- | ---- | -------- |
| Kees Besseling | CJB  | Blessure |

| Coureur          | Merk       |
| ---------------- | ---------- |
| Antonio Monteiro | Casal      |
| Luis Metello     | HuVo-Casal |
| Manuel Gamez     | KTH        |
| Anton Gholy      | Casal      |
| Daniel Pinheiro  | Casal      |

| Coureur            | Merk                      | Oorzaak |
| ------------------ | ------------------------- | ------- |
| Stefan Kurfiss     | Krauser                   |         |
| Zdravko Matulja    | Casal                     |         |
| Julián Miralles    | Nieto-Ducados-Cepsa-Derbi |         |
| Bernd Völkel       | Seel                      |         |
| Giuseppe Ascareggi | BBFT                      |         |
| Roberto Sassone    | Unimoto                   |         |
| János Szabó        | Krauser                   |         |
| Mathias Ehinger    | Krauser                   |         |

### Top tien tussenstand 80cc-klasse
Conform wedstrijduitslag.

## Trivia

### Geen vervangers
Voor de geblesseerde Wayne Gardner (Honda), Kevin Magee (Roberts-Yamaha) en Bubba Shobert (Cabin-Honda) kwamen geen vervangers aan de start. Honda had de vijver al grotendeels leeggevist door Mick Doohan te contracteren en Roger Burnett was niet beschikbaar wegens verplichtingen in het wereldkampioenschap superbike. Magee's gedoodverfde vervanger was de jonge John Kocinski, die in dienst van Kenny Roberts in de Verenigde Staten reed. Roberts wilde hem echter nog niet inzetten voor een volledig GP-seizoen. Beide teams hadden ook geen grote behoefte aan vervangers want bij Honda was de beste rijder Eddie Lawson en bij Roberts-Yamaha was dat Wayne Rainey. Cabin zou uiteindelijk de werkloze Rob McElnea als vervanger voor Shobert inhuren.

### Taru Rinne
Taru Rinne had na haar goede prestaties in het seizoen 1988 een nieuw team gevonden in Servisco, maar dat sloeg de eerste twee GP's over zodat ze nu pas voor het eerst aan de start kwam.